# Oncidium lineoligerum
Oncidium lineoligerum là một loài phong lan có ở Costa Rica tới miền bắc Peru.

## Hình ảnh

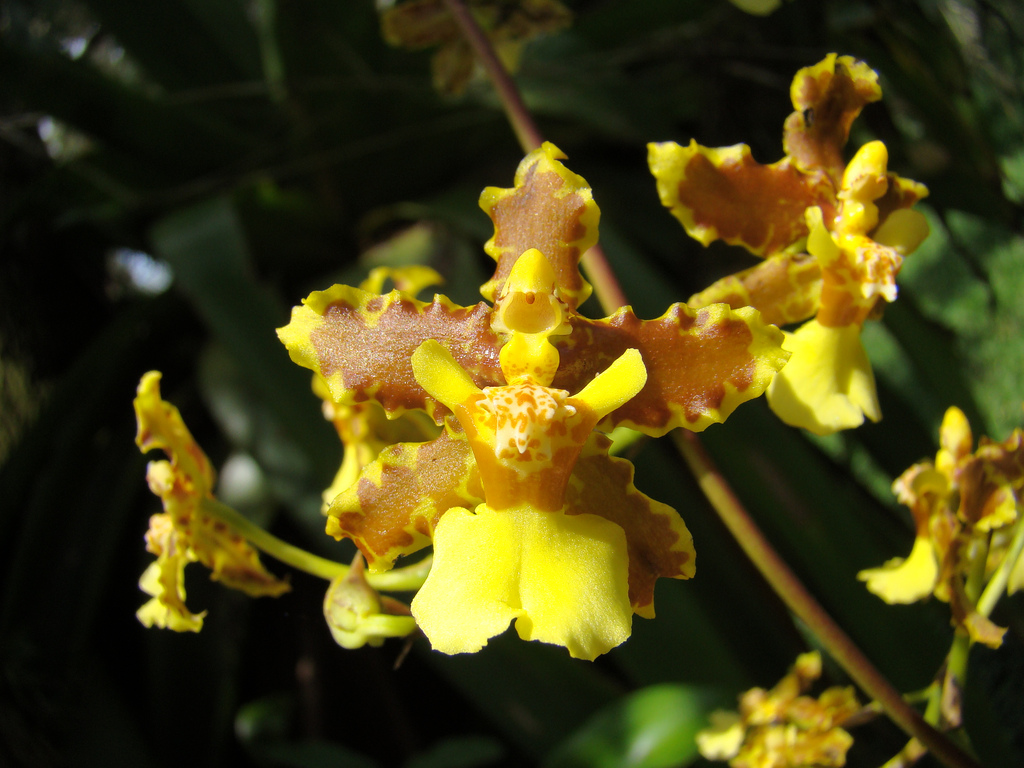
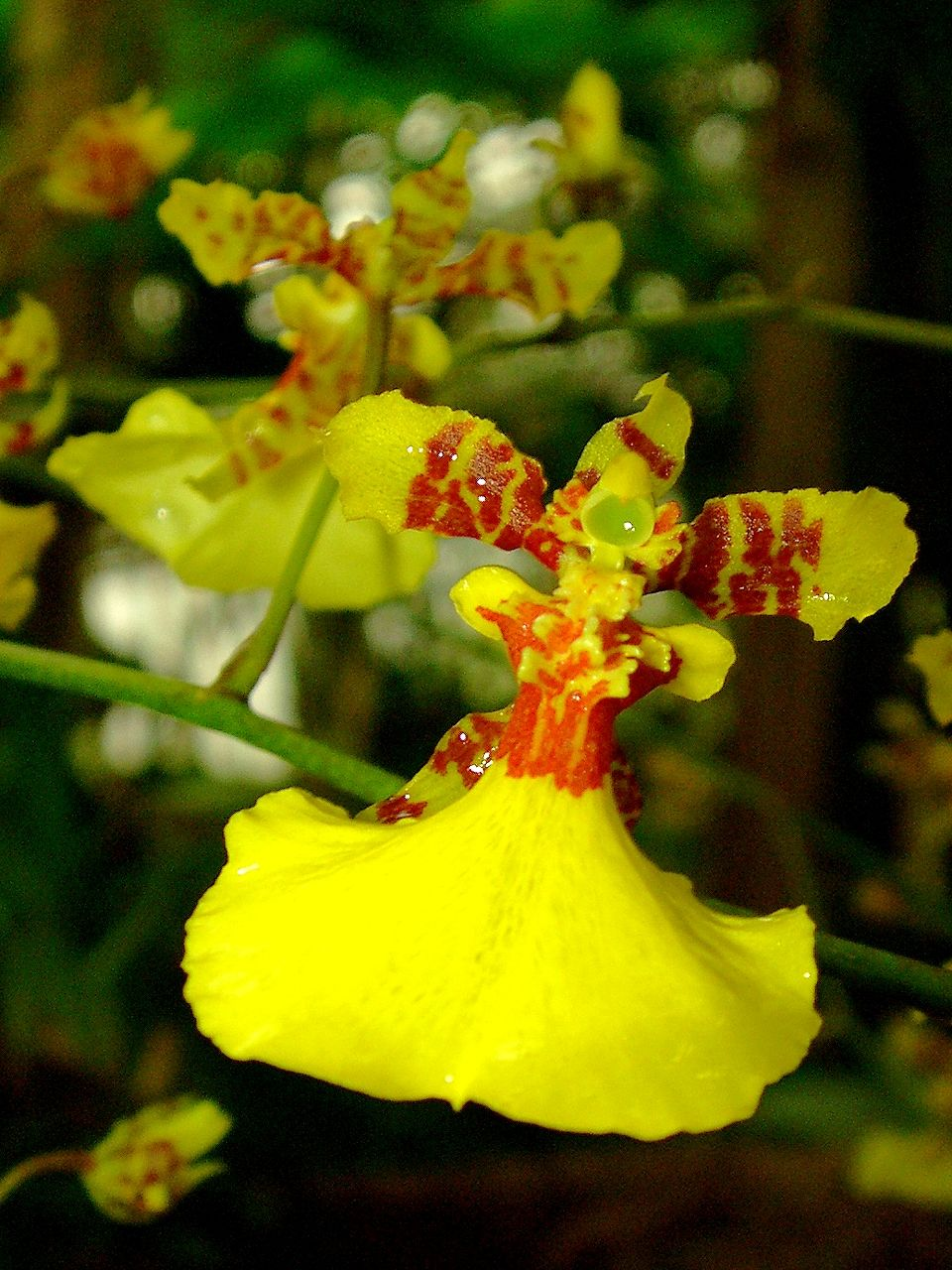